# Patria NEMO
NEMO, acronyme de NEw MOrtar, est une tourelle de mortier télécommandée à canon unique de calibre 120 mm développée par Patria Land Oy, en Finlande. Il s'agit d'une version allégée du système de mortier bitube de calibre 120 mm (acronyme anglais AMOS (Advanced Mortar System - qui lui est bitube), utilisé au sein des Forces de défense finlandaises depuis 2013. Le NEMO peut équiper la plupart des véhicules blindés de transport de troupes ainsi qu'une embarcation de débarquement ou un patrouilleur, tels que les navires de débarquement de classe Jurmo finlandais ou les navires d'attaque rapides de classe CB90 suédois.

## Histoire
Le premier client du système d'armes était l'armée slovène qui en a commandé 12, tandis que les United Arab Emirates Naval Forces (Émirats arabes unis) ont acheté 12 patrouilleurs, dont certains devaient être équipés de mortiers NEMO. L'Arabie saoudite a acheté 36 tourelles pour équiper ses véhicules LAV II.

## Développement
Les mortiers de 81 mm ou 120 mm servis par l'infanterie ne sont pas protégés et donc plus vulnérables. De plus, les pièces sont souvent tractées, nécessitant un délai de mise en batterie. L'AMOS est développé dans les années 1990 et permet le tir de mortier depuis un véhicule blindé. Il comporte deux canons, le NEMO un seul. Il tire des munitions dites intelligentes à guidage infrarouge. Il a été conçu pour attaquer les chars par le dessus.

## Description
Bien qu'un mortier soit conçu pour le tir indirect, le NEMO est également capable de tir direct, tout comme le RUAG Cobra. Sa capacité en semi-automatique lui permet d'agir en mode MRSI (multiple rounds simultaneous impact, soit coups multiples impacts simultanés). Sa portée est d'environ 10 km.
En 2017, Patria propose le système NEMO intégré dans des conteneurs standardisés de 20 pieds pour plus de flexibilité : le conteneur de mortier peut être soulevé et tiré depuis un camion ou un bateau ou peut être posé au sol, par ex. comme base de défense,,. Des simulateurs de formation sont également disponibles.

## Opérateurs
- Finlande – voir AMOS[1],[11] ;

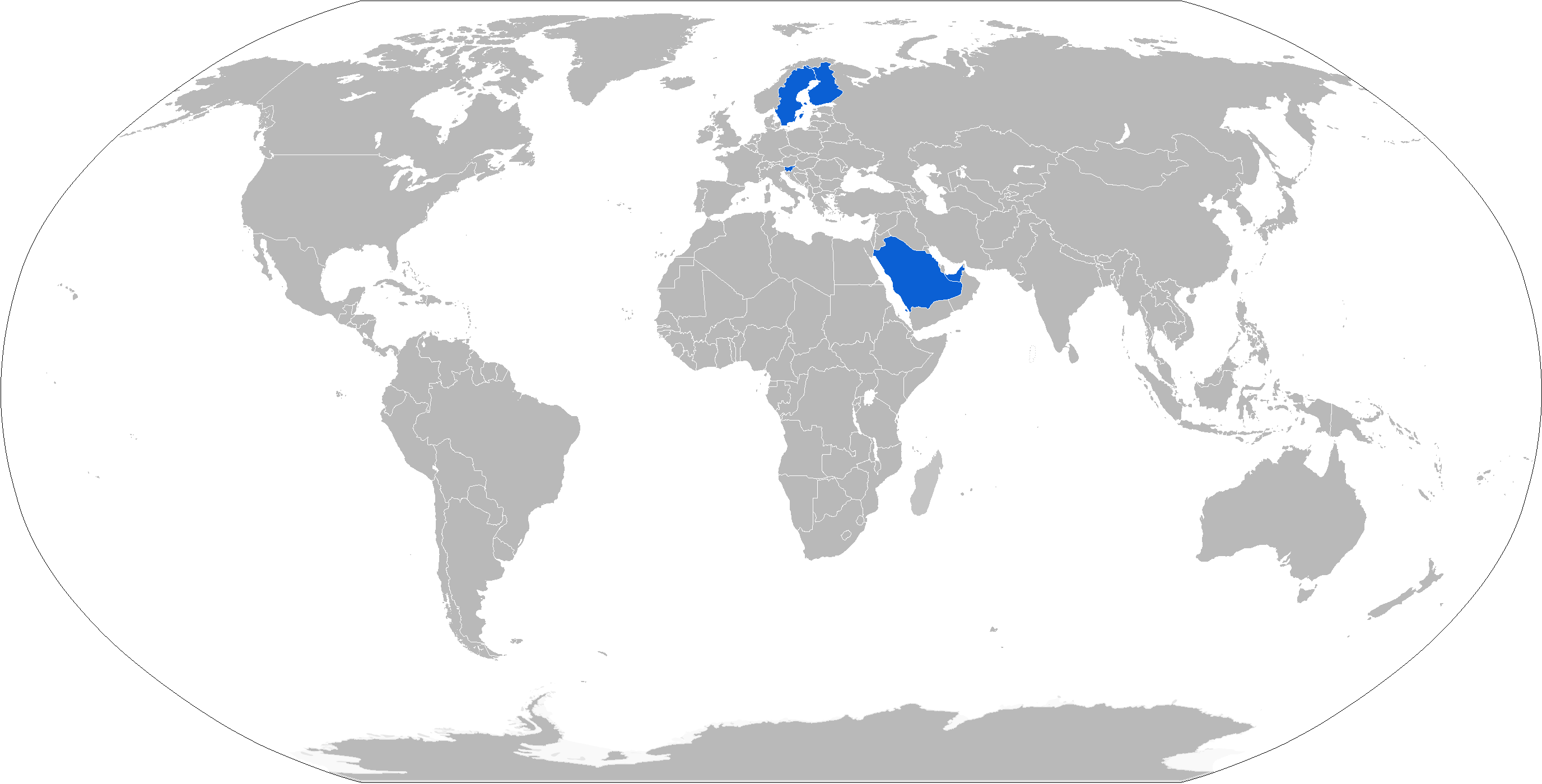
Opérateurs du NEMO en bleu.

- Arabie saoudite – opérée par la Saudi Arabian National Guard[11] ;
- Slovénie – montée sur le Patria AMV[12] ;
- Suède – voir AMOS[11] ;
- Émirats arabes unis – intégrée sur des plateformes navales[11].

## Futurs opérateurs
- Espagne - En projet pour le Dragon (véhicule blindé)[13]

## Galerie d'images

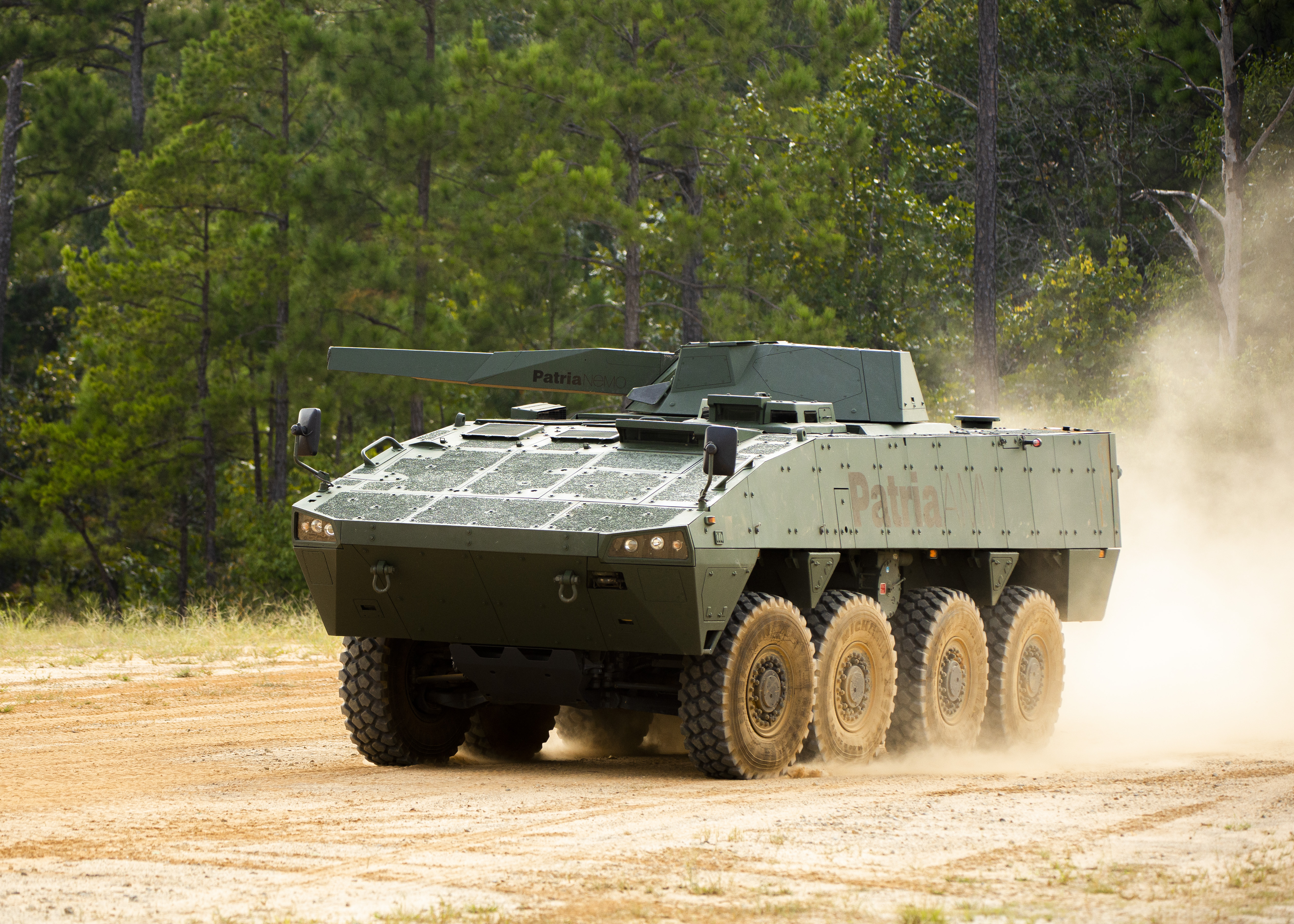
En déplacement.
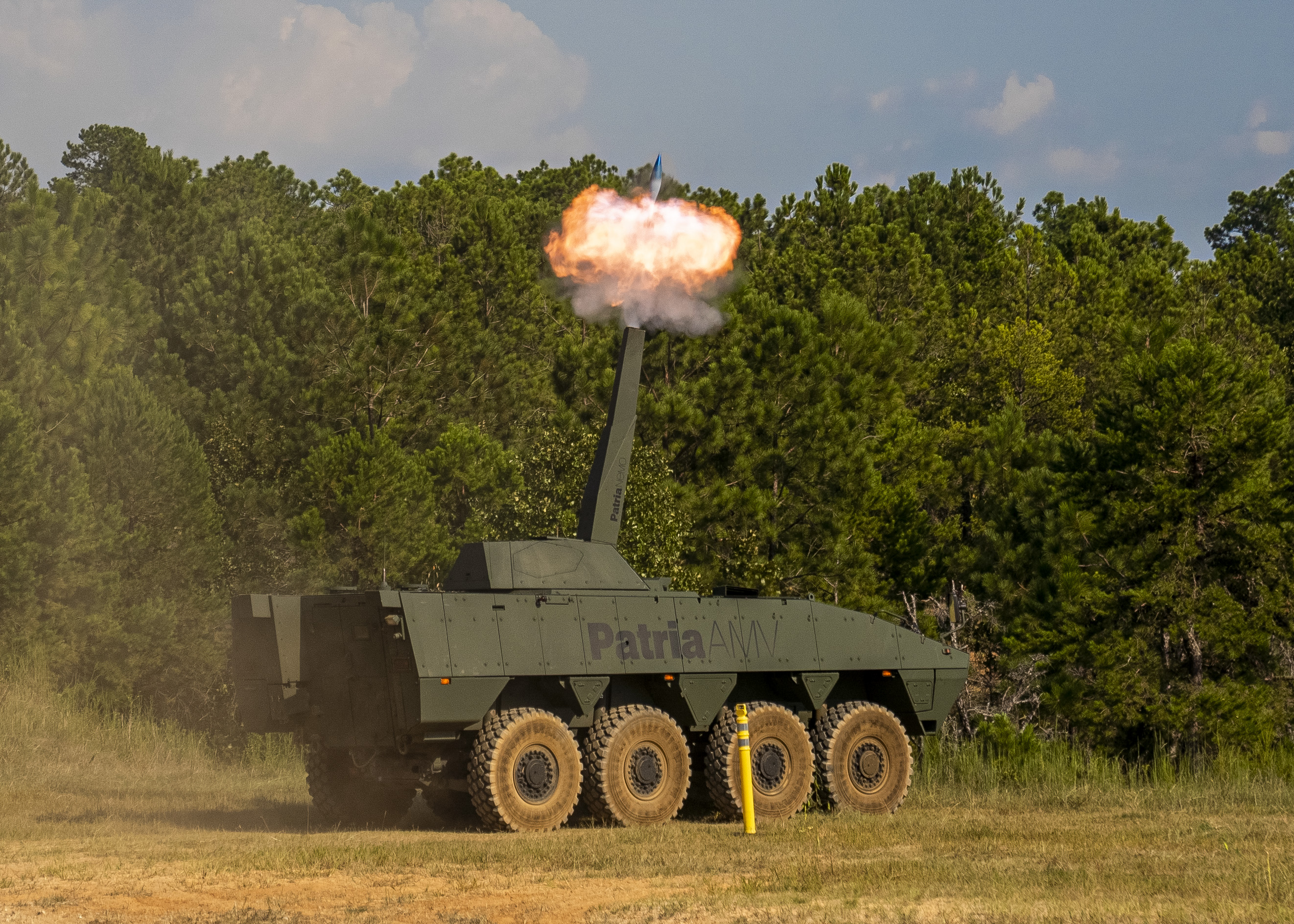
Patria NEMO AMV en feu indirect.
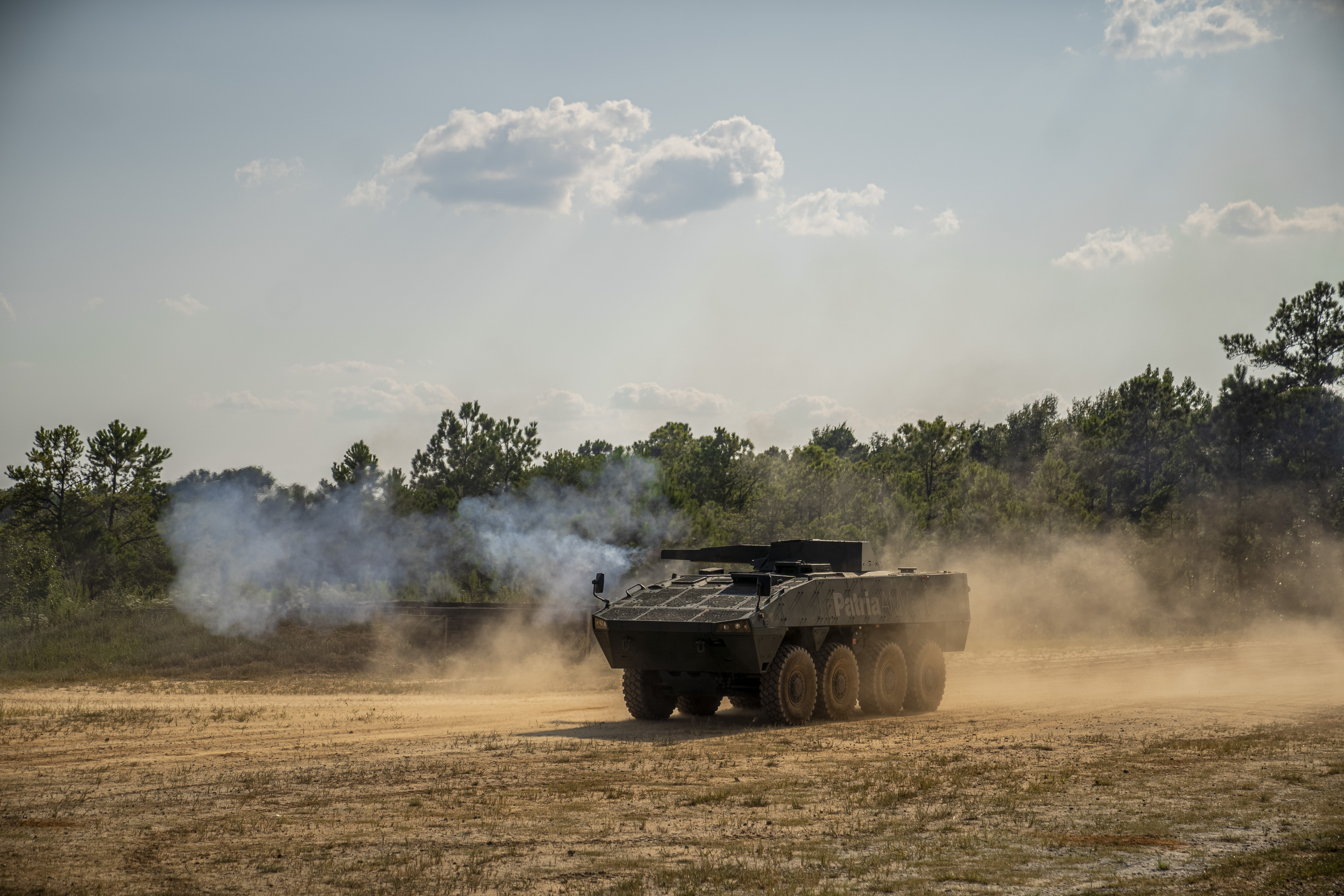
Patria NEMO AMV en feu direct.
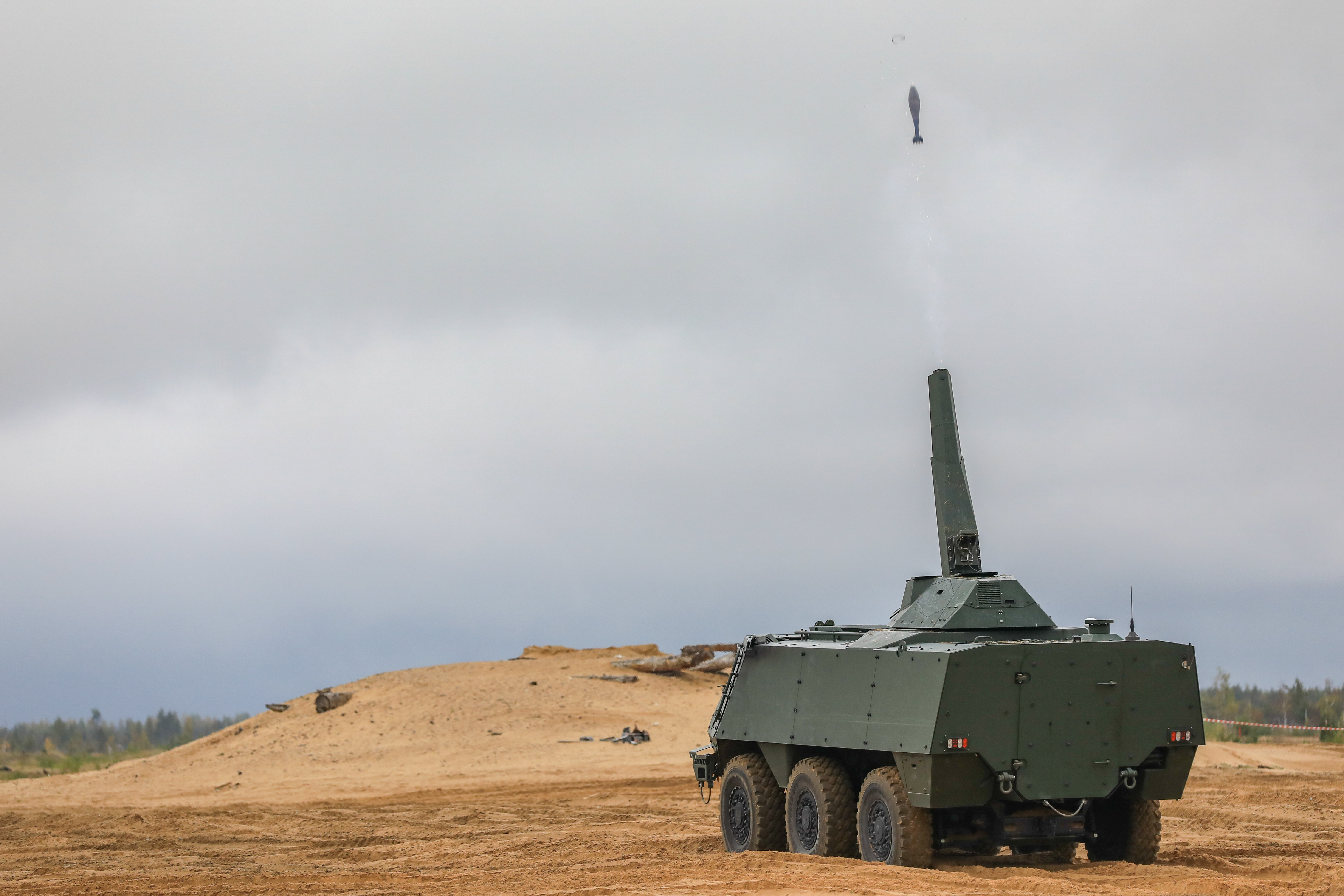
Avec munition tirée visible.
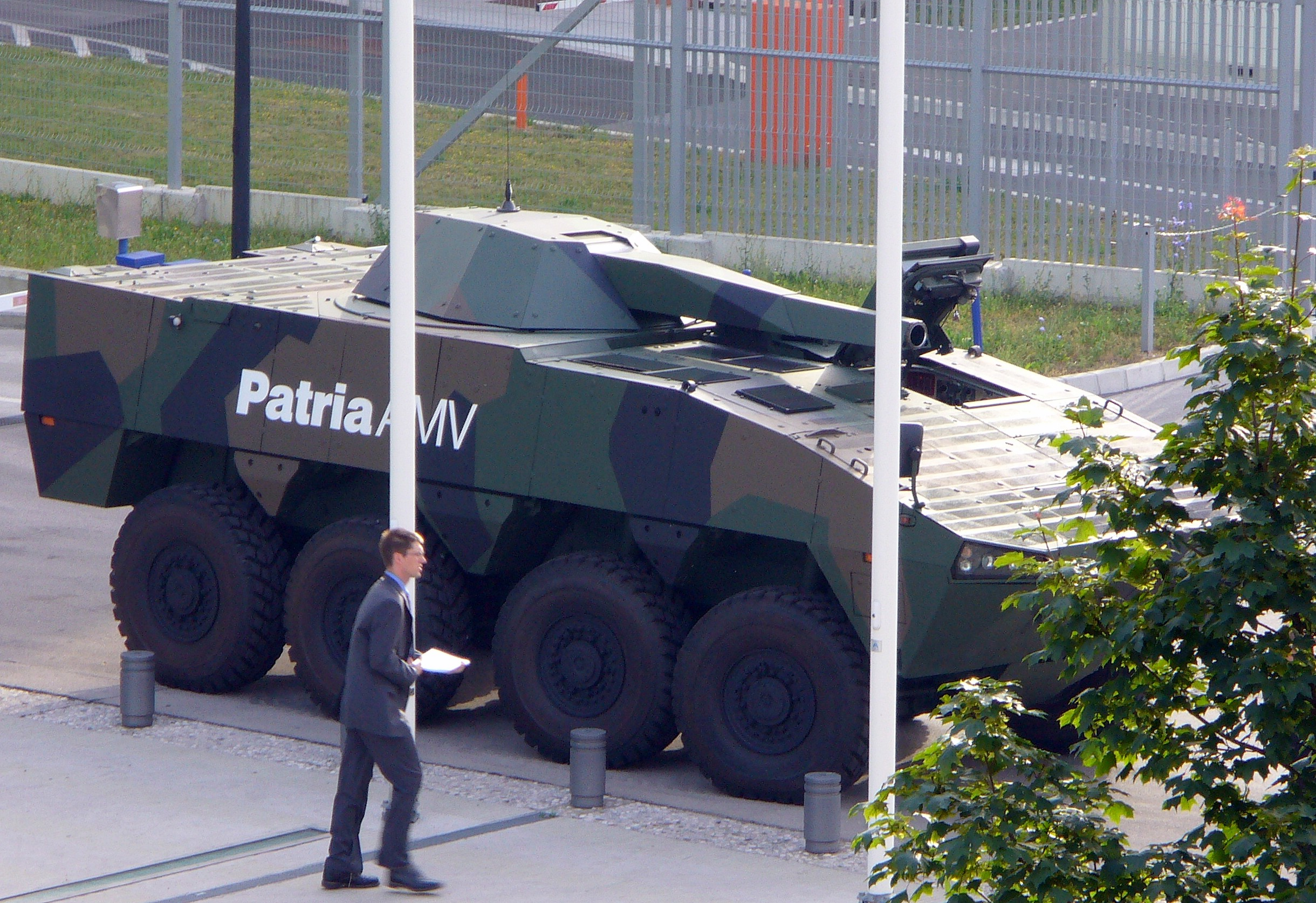
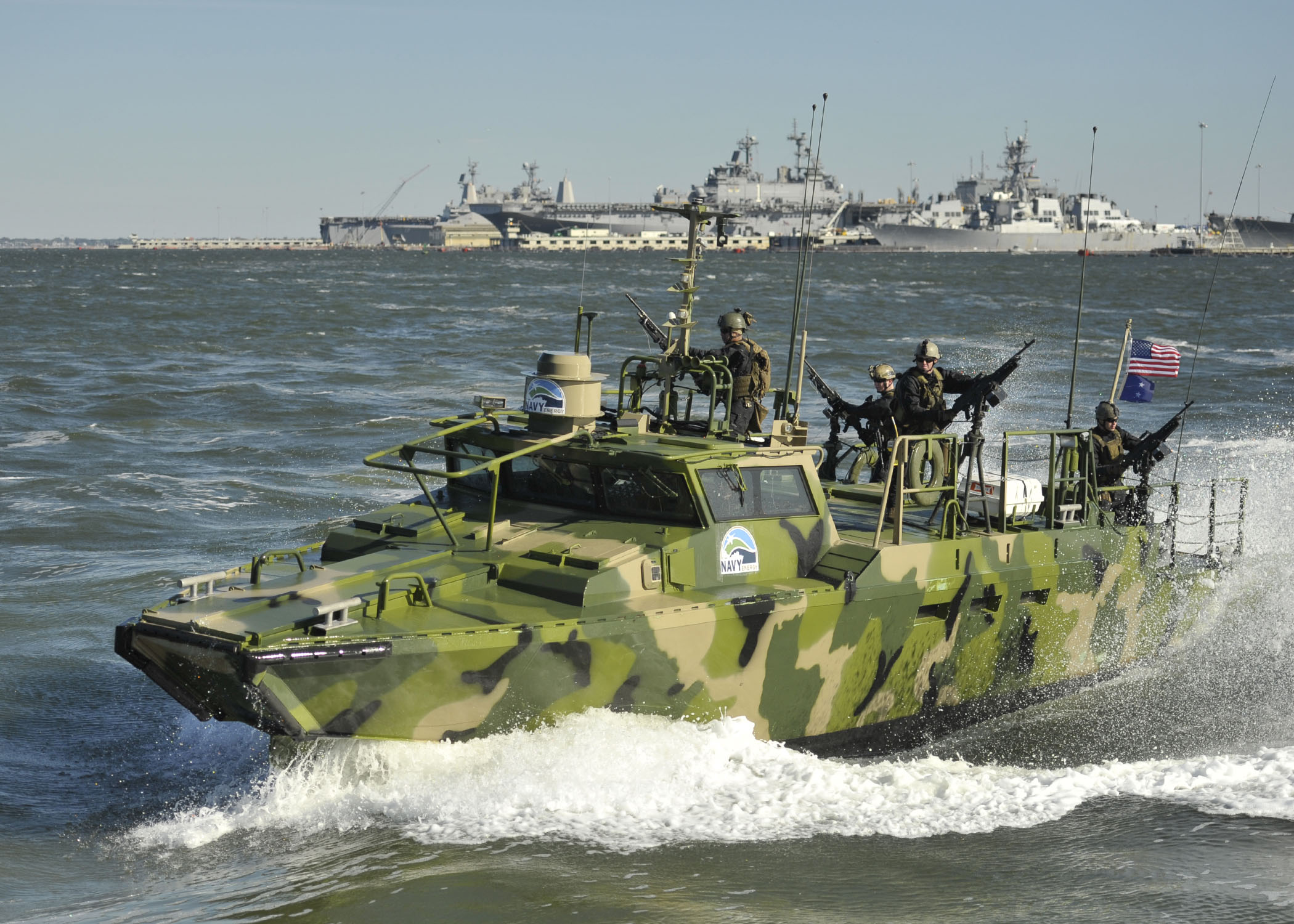
La Patria NEMO a également été montée sur cette classe de navire d'attaque rapide suédois de classe CB90